# 岩岡洋志
岩岡 洋志（いわおか ようじ、1959年6月11日 - ）は、日本の実業家。フードテーマパークのパイオニア、新横浜ラーメン博物館の創業者で、株式会社新横浜ラーメン博物館の代表取締役。

## 略歴
横浜市港北区生まれ。神奈川県立港北高等学校、青山学院大学経済学部卒業後、1982年4月、株式会社大倉博進（現：新生紙パルプ商事）入社。1985年6月に同社退社、父が経営する株式会社興新ビルに入社。1993年8月、（株）新横浜ラーメン博物館を設立し代表取締役に就任、1994年3月6日に全国各地のご当地ラーメンを1か所に集めた施設新横浜ラーメン博物館をオープン。ラーメンブームや、全国各地でフードテーマパーク、ショッピングモール等に店を厳選してのミニフードテーマパークが誕生するきっかけの一つとなった。2008年9月3日には、同施設の前に複合施設新横浜ラントラクトを設立。新横浜ラーメン博物館がラーメンと昭和の街並を再現した施設であることに対し、新横浜ラントラクトは人工の山と滝を作り、そこに飲食店等を併設。新たな空間ビジネスに取り組んでいる。

## 人物
- 姉は女優の五大路子。幼少時にはおぶってもらうなど忙しい両親に代わり面倒を見てもらっていた[2]。
- 青山学院大学では体育会ラグビー部に所属、3年次からはレギュラーとして14番ウイング(WTB)を務めた。レギュラーに至る努力の原体験は新横浜ラーメン博物館オープンへの困難克服にも役立ったという[3]。
- 新横浜ラーメン博物館は当初からラーメンをコンテンツと決めていたものではなく、当時の殺伐とした新横浜地区の活性化に向け、「ほっとできる空間を作る」ため昭和30年代の街並みを再現する検討からスタートした。夕暮れの下町のイメージの中に飲食街を作ることとし、様々な食を候補としながら全国を視察した結果、地域毎に異なるラーメンの多様性が評価され、テーマをラーメンと決定した[2]。
- 大和田伸也は義兄である。

## 出演
- 激レアさんを連れてきた。（テレビ朝日、2020年7月25日）

## 著書
- 岩岡洋志 編『ラーメンがなくなる日―新横浜ラーメン博物館館長が語る「ラーメンの未来」』主婦の友社、2010年11月。